# 陶文铨
陶文铨（1939年3月—），浙江绍兴市人，中国大陆数值传热学和计算流体力学知名专家。

## 生平
毕业于西安交通大学，1980－1982赴美国明尼苏达大学工作。现任西安交通大学教授，香港科技大学兼任教授，中国科学院院士。